# Skinny Johnson
William C. Johnson, detto Skinny (Oklahoma City, 16 agosto 1911 – Oklahoma City, 5 febbraio 1980), è stato un cestista statunitense.
Nel 1977 è stato inserito nel Naismith Memorial Basketball Hall of Fame.

## Carriera
Alto 192 centimetri e di ruolo centro, giocò dapprima nella Central High School di Oklahoma City ed in seguito nei Kansas Jayhawks guidati da Phog Allen.
Nel corso degli anni trenta militò in varie squadre dell'Amateur Athletic Union, massimo livello cestistico statunitense dell'epoca.